# Ротшильд, Эмма
Э́мма Джорджи́на Ро́тшильд (англ. Emma Georgina Rothschild; род. 16 мая 1948) — английский экономист, специалист в области истории экономики и экономических учений; является членом банкирской семьи Ротшильдов. Лауреат Leo Gershoy Award (2022).

## Биография
Эмма родилась в семье Виктора, 3-го барона Ротшильда, и его второй жены Терезы Джорджины Майер. У Эммы есть родная сестра Виктория, единокровные сестры Сара и Миранда и единокровный брат Джейкоб.
В 15-летнем возрасте Эмма Ротшильд стала самой юной студенткой за всю историю Оксфордского университета (Сомервиль-колледж), где в 1967 году стала бакалавром и в 1970 году — магистром.
Продолжила обучение (затем преподавала) в Массачусетском технологическом институте. Преподавала также в Высшей школе социальных наук (École des Hautes Études en Sciences Sociales) в Париже, в Гарвардском и Кембриджском университетах.
Директор Центра истории и экономической теории в Кембриджском университете. Возглавляет Архив Ротшильдов — исследовательское учреждение, занимающееся изучением истории семьи Ротшильдов. Является компаньоном Ордена святого Михаила и святого Георгия (2000).
Супруга (с 1991 года) нобелевского лауреата Амартия Кумар Сена.

## Основные произведения
- Адам Смит и «невидимая рука» (Adam Smith and the Invisible Hand, 1994);
- «Экономические чувства: Адам Смит, Кондорсе и Просвещение» (Economic Sentiments: Adam Smith, Condorcet and the Enlightenment, 2001);
- «Аксиома, теорема, королларий и т. д.: Кондорсе и математическая экономика» (Axiom, theorem, corollary &c.: Condorcet and mathematical economics, 2005);
- «Экономическая теория Адама Смита» (Adam Smith’s Economics, 2006, в соавторстве с А. Сеном)